# Myrcia neorostrata
Myrcia neorostrata är en myrtenväxtart som beskrevs av Marcos Sobral. Myrcia neorostrata ingår i släktet Myrcia och familjen myrtenväxter. Inga underarter finns listade i Catalogue of Life.